# Monastero delle Cappuccine di san Giuseppe
Il monastero delle Cappuccine di san Giuseppe è un monastero cappuccino al margine nord del quartiere di Lugano Centro, a Lugano.

## Storia
Venne fondato nel 1747 dal vescovo di Como Agostino Maria Neuroni, in parte su progetto dell'architetto Giambattista Casasopra di Gentilino.